# Cartoon Network (Nórdico)
Cartoon Network Nórdico é um canal de televisão dedicado à juventude, transmite programas infantis para Suécia, Noruega, Dinamarca, Finlândia e Islândia. O canal foi lançado em 2000, quando substituiu a versão pan-européia do Cartoon Network na região. Cartoon Network foi inicialmente combinado com o canal de filmes TNT na versão pan-européia. O Cartoon Network decorria entre 06h até 20h CET, com a TNT assumindo entre 20h à 06h CET. Alguns programas dos feeds pan-europeus foram dublados em norueguês, sueco e dinamarquês.
Alguns programas vindos do canal são transmitidos no canal HBO Nordic Kids, principalmente com partes de programas episódio na conta do canal no YouTube.
Em 1996, tornou-se um canal 24 horas, assim como a TNT. No entanto, uma versão do canal chamada TNT & Cartoon Network continuaram a aparecer em alguns provedores. Em 2000, a versão regional escandinava do Cartoon Network foi criada, com a transmissão em sueco, dinamarquês e norueguês.
A maior parte da programação vem em inglês, Mono, suéco, dinamarquês e norueguês. A necessidade imposta de material dublado para as três línguas leva um pesado tributo  sobre a disponibilidade de novos programas nos feeds, que pode vir mais tarde em menor quantidade ou não. A programação é fortemente reciclada. O feed tem visto um aumento da publicidade comercial nos últimos anos, apesar de ser distribuído apenas para a TV por assinatura.
Em meados de 2006, o logo do Cartoon Network foi alterado do logo original para o inglês, bem como a sua identidade visual, comerciais, programas, foram alteradas para o estilo britânico. O bloco Boomerang foi removido, mas a maioria do seu conteúdo ainda continua em exibição pelo canal. Em maio de 2009, a idêntidade, comerciais e bumpers foram mais uma vez alterados, agora constituído por flechas que voam dentro e fora do logo do Cartoon Network.

## Programação
A partir de maio de 2010
- A Bruxinha Sabrina
- As Meninas Super Poderosas
- As Terríveis Aventuras de Billy & Mandy
- As Trapalhadas de Flapjack
- Bakugan: Nova Vestróia
- Batman Beyond
- Batman: Os Bravos e Destemidos
- Ben 10
- Ben 10: Força Alienígena
- Coragem, o Cão Covarde
- Chowder
- Du, Dudu e Edu
- Johnny Bravo
- Johnny Test
- KND - A Turma do Bairro
- Liga da Justiça
- Luzes, Drama, Ação!
- O Laboratório de Dexter
- O Que Há de Novo, Scooby-Doo?
- O Show do Garfield
- Os Jovens Titãs
- Os Sábados Secretos
- Out of Jimmy's Head
- Ozzy & Drix
- Olivia
- Robotboy
- Samurai Jack
- X-Men: Evolution
- Zoação Teen

## Blocos de programação atuais

### My CN
Cada semana, os telespectadores recebem uma chance de votar em dois shows diferentes através do site do canal. O show escolhido vai ao ar às 08h10 CET, ambos aos sábados e domingos. O programa também dá a chance de exibir programas diferentes em um único país.

### Cartoon Network
Exibe principalmente os Cartoon Cartoons, juntamente com outros programas retirados da programação principal. Vai ao ar às 02h CET às 04h CET. O bloco não é anunciado e não possui nenhum comercial em especial.

## Blocos passados

### Toonami
Similar ao seu homólogo americano e britânico, o bloco apresentou principalmente shows de ação orientados. No entanto, não exibiu muitos animes, focalizando-se em utilizar o conteúdo original do canal. Foram exibidos os shows, As Incríveis Aventuras de Jonny Quest, Batman Beyond, Beyblade, Liga da Justiça, Megas XLR, Samurai Jack e X-Men: Evolution.

### Boomerang
Foram exibidos normalmente os programas de mais sucesso, como Looney Tunes, Merrie Melodies, Tom & Jerry, entre vários outros desenhos da Hanna-Barbera. Quando foi removido, o conteúdo se espalhou também pelo Cartoon Network, mas ao longo dos anos foi retirado ou teve a exibição exclusiva o Boomerang.

Logo original do Cartoon Network usado de 1 de janeiro de 2000 à 10 de fevereiro de 2006. Ainda continua como um logo secundário.